# Рижский свободный порт
Рижский свободный порт (латыш. Rīgas brīvosta) — крупный порт на восточном побережье Балтийского моря, расположенный в Риге, столице Латвии. Протянулся на 15 километров по обоим берегам реки Даугавы внутри городской черты, площадь территории порта составляет 1962 га, акватории — 6348 га. Навигация осуществляется круглогодично. 
Большую часть грузооборота составляют транзитные грузы с и на территорию СНГ. Основными объектами грузооборота являются уголь, нефтепродукты, лесоматериалы, удобрения и контейнерные грузы. В то время как Вентспилсский свободный порт и Лиепайский порт специализируются на экспорте, значительной частью деятельности Рижского свободного порта является импорт. 
В начале 2010-х порт занимал 4-е место по общему грузообороту среди портов восточной Балтики. 

## История

### Истоки и Ганзейский союз
Со времени своего основания Рига являлась прежде всего торговым и перевалочным пунктом, поэтому её развитие было непосредственно связано с морской торговлей. Первой гаванью для поселения служило так называемое Рижское озеро — расширение русла реки Ридзене. В XIII веке город вошёл в Ганзейский союз, и на Рижском озере вырос крупный порт. Основными продуктами экспорта в то время являлись пушнина, древесина, воск, лён и конопля.
В конце XV — начале XVI века главный порт города перемещается на Даугаву. Основу товарооборота в это время составляют ткани, металл, соль и рыба. В следующие полтора столетия город последовательно переходит в руки Речи Посполитой (1582), Швеции (1629) и Российской империи (1721). 

### Один из ключевых портов Российской империи
В 1725 году рижская торговля вернулась на довоенный уровень, через порт прошло 388 иностранных кораблей. Главными экспортными товарами были пенька, лён, семена льна, хлеб, анчоусы, жиры, мачтовый лес. В XVIII веке к перечню товаров добавились круглый лес, «русское железо», листовой табак, парусина, ткани, в том числе грубое сукно. Рижский импорт оставался прежним — соль, сельдь, вино, сахар, цветные металлы, галантерейные товары.

#### Даугавский торговый путь
В конкуренции с растущим портом Санкт-Петербурга Рижский сохранял свое значение как второй крупнейший в империи. Устанавливались связи с регионами страны, однако половину экспорта обеспечивало Литовское княжество. С торговлей была связана половина населения Риги, а руководила ею Большая гильдия, специализировавшаяся на посреднических транзитных операциях. Для их обслуживания начали создаваться латышские подсобные торговые цеха для транспортировки, сортировки, взвешивания, первичной обработки товаров. В XVIII веке их значение возросло настолько, что они стали бороться за право стать полноправными бюргерами. Эту борьбу возглавил Цех браковщиков мачт.
В 1763 году инженер-капитан Густав фон Вейсман предложил Рижскому рату проект строительства системы дамб на Западной Двине от Московского форштадта до Даугавгривы для защиты русла реки и предотвращения наводнений. Проект поддержала императрица Екатерина II во время её визита в Ригу в 1764 году, после чего были выделены первые 3000 талеров на начало работ. Общая смета строительства первоначально составляла 200 тысяч талеров, а сроки были рассчитаны на три года. Это был беспрецедентный гидротехнический проект в масштабах Российской империи. Он затянулся до 1782 года, не все построенные дамбы выдержали наводнения, однако многие из них сохранились до наших дней.
В 1797—1805 году был построен Березинский канал, соединивший приток Даугавы Уллу с притоком Днепра Березиной. Таким образом образовался водный путь Даугава — Днепр.
В 1818 году в Усть-Двинске, у входа в Рижский порт, был возведён первый маяк, оснащённый масляными лампами с рефлекторами. В 1852 году была протянута телеграфная линия Рига — Болдерая.
8 июня 1830 года в Рижский порт зашёл первый пароход.
В первой половине XIX века Рижский порт обрабатывал 500—800 стругов в год, а в урожайные годы это количество удваивалось, до 1300—1400 стругов, грузившихся в Велиже, Витебске, Бешенковичах, Улле, Полоцке, Дриссе и Дисне. До строительства железной дороги Даугавский торговый путь имел решающее значение для порта.

#### Расширение портовой инфраструктуры
В 1859—1861 годах были построены Мангальсальская морская дамба и Восточный мол.
Во второй половине XIX века в Лифляндии началось строительство железных дорог, одной из первых стала Риго-Орловская, связавшая порт с российскими житницами.
В 1872 году в порту был установлен первый 25-тонный кран.
В 1873 году был расширен район порта, оборудованы новые места выгрузки в Милгрависе и Болдерае, которые были соединены с центральной товарной станцией соответственно в 1872-м и 1873 годах. Через Даугаву был построен Железный мост.
В Российской империи порт приобрёл важную роль, на начало XX века заняв третье место среди портов государства по объёму внешней торговли (после Петербурга и Одессы) и первое — по экспорту древесины. Его доля во внешнеторговом обороте возросла с 9,2 % до 11 %.
Это стало возможным благодаря крупным гидротехническим работам, проведённым в низовьях Западной Двины под руководством инженера Арнольда Пабста в конце XIX века. Проектирование работ началось после большого урагана 1873 года, который нанёс существенные повреждения морской дамбе Мангальсалы. Приглашённый в 1875 году на должность строительного инженера и технического надзирателя нового порта Рижского биржевого комитета Пабст проработал на посту до ухода на пенсию 9 октября 1911 года. Тогда был реализован грандиозный проект регулирования дельты Даугавы, в результате которого русло было заключено в образованные параллельно берегам дамбы так, чтобы течение реки само непрерывно саморасчищалось, и были построены дамба АБ, Западный мол (1884—1885) и другие сооружения. Фарватер был углублён до 6,6-7,2 метра (22-24 фута), в 1877—1881 годах был построен зимний порт для небольших кораблей. Вблизи него в 1902 году был оборудован холодильник для хранения продовольствия.
В 1902 году началось строительство Товарной станции и Экспортной гавани, продолжавшееся до Первой мировой войны.
В 1911 году оборот Рижского порта составил 4 млн т, он обслужил 2923 корабля, значительно превысив по грузообороту Вентспилсский (0,7 млн тонн, 1215 кораблей) и Либавский порт (1,3 млн т и 1215 кораблей).
В каждую из мировых войн город попадал в немецкую оккупацию — перед этим портовое оборудование эвакуировалось, а некоторые здания уничтожались.

### В Латвийской республике
После провозглашения независимости Латвии грузооборот порта резко снизился. В погрузочно-разгрузочных работах преобладал ручной труд. Докеры боролись за свои права, объявляя забастовки. Самые крупные из них прошли в 1923 году (3,7 тысячи участников) и в 1933 году.
В 1920 году возобновились пассажирские перевозки. В распоряжении Риги осталось 11 кораблей, у частной компании «A. Augsburgs» — 16. Вместе они перевезли 3,5 млн пассажиров, в 1925 году — 6,5 млн, в 1930 году — 4,9 млн.
Латвийская республика экспортировала продукты питания, производство которых в 1929 году достигло предвоенного уровня: масло, сыр, бекон, кондитерские изделия. Лесоматериалы вывозились в Великобританию, развитию этой экспортной отрасли способствовало заключение торгового договора между Латвийской республикой и СССР.

### В Советской Латвии
30 ноября 1940 года декретом Верховного Совета Латвийской ССР государственное и национализированное речное и морское хозяйство были переданы в ведение Народного комиссариата морского флота, создавшего Латвийское государственное морское пароходство.
После освобождения Риги от немецко-фашистских захватчиков, которые при отступлении взорвали пристани, склады, краны, рельсовые пути, защитные дамбы, затопила буксиры, силами местных рабочих и военнопленных началось восстановление порта. Часть причалов была перенесена ближе к устью Даугавы, из территории порта была исключена бывшая Таможенная набережная, ставшая частью городской транспортной сети.
За годы советской власти грузооборот порта вырос с 0,397 млн т в 1946 году до более чем 8 млн т в 1980-е годы.
В 1947 году на улице Атлантияс в Вецмилгрависе началось развитие Рижского морского рыбного порта с причалами протяжённостью в 2 км. В 1955—1968 годах были построены сооружения первой очереди с холодильником на 8 тыс. тонн и перегрузочным узлом с траулеров в вагоны-рефрижераторы, к середине 1980-х годов завершено строительство второй очереди. В 1987 году порт обработал 536,2 тонны рыбы, в том числе 245,2 тыс. тонн рыбной продукции.
Проходило расширение торгового порта. Были построены Рижский морской вокзал (1965), Рижская экспортная база сжиженного газа. 
Одним из первых в Европе Рижский порт начал в 1970-х годах принимать и обрабатывать суда типа «ро-ро» с горизонтальным способом погрузки-разгрузки. 97 % грузов обрабатывались механизированно.
Контейнерный терминал, построенный в начале 1980-х годов на острове Кундзиньсала, на момент введения в эксплуатацию являлся одним из крупнейших в СССР. Для него были построены причалы длиной 800 метров, железнодорожный мост, открытые контейнерные площадки и склады.
В 1984 году закончилось расширение Рижского портового элеватора для приёмки крупнотоннажных судов и перевалки зерна в автоматизированном режиме. 
В начале 1980-х годов Рижский порт был связан постоянными судовыми линиями с более чем тридцатью странами Европы, Африки, Азии, Латинской Америки. 

## Современность Рижского порта
С обретением Латвией независимости начинается современная история порта.
В начале 2000-х годов поступающие в Рижский порт грузы составляли 70 % от объёма входящего грузооборота всех вместе взятых латвийских портов.
В 2012 году Рижский свободный порт занял 4-е место по общему грузообороту среди портов восточной Балтики (после Приморска, Санкт-Петербурга и Усть-Луги) и 3-е место по контейнерному грузообороту (после Санкт-Петербурга и Клайпеды).
В 2021 г. в Рижском порту завершились работы по углублению судоходного канала, теперь морская гавань станет «более привлекательной» для гигантских судов типа Афрамакс (танкеры грузоподъемностью свыше 80 тысяч тонн) и BABYCAPE (сухогрузы грузоподъемностью свыше 120 тыс. тонн).

## Грузооборот
| Год                 | 1905  | 1912  | 1946  | 1960  | 1970  | 1980  | 1985  | 1990  | 2003  | 2004  | 2005  | 2006  | 2007  | 2008  | 2009  | 2010  |
| ------------------- | ----- | ----- | ----- | ----- | ----- | ----- | ----- | ----- | ----- | ----- | ----- | ----- | ----- | ----- | ----- | ----- |
| Грузооборот, млн. т | 2,31  | 4,01  | 0,397 | 3,099 | 4,333 | 6,227 | 8,4   | 5,996 | 21,70 | 23,99 | 24,43 | 25,36 | 25,93 | 29,57 | 29,72 | 30,48 |
| Год                 | 2011  | 2012  | 2013  | 2014  | 2015  | 2016  | 2017  | 2018  | 2019  | 2020  | 2021  | 2022  |       |       |       |       |
| Грузооборот, млн. т | 34,07 | 36,05 | 35,47 | 41,08 | 40,06 | 37,07 | 33,67 | 36,43 | 32,76 | 23,7  | 21,49 | 23,5  |       |       |       |       |